# 須崎祐次
須﨑 祐次（すさき ゆうじ、1963年6月17日 - ）は、東京都出身の日本の写真家、芸術家。

## 経歴
1995年日本大学藝術学部写真学科卒業後、ニューヨークに渡る。
ニューヨークでは、写真の他、版画、油絵などの作品も手がけ、1990年にはニューヨーク、ソーホーのギャラリーで、初の個展を版画で行う。1992年帰国後は、アート活動を中心に、雑誌、CDジャケット、広告などの仕事を、写真家、イラストレーター（版画作品）として始める。1996年に入ると写真作品のみでの活動とし、B&Wでのポートレイト、特にNude中心に作品を作り始め、独特のフェチシズムを追求した作品を多く制作する。2011年には、長年撮りためた ”Cosplay made in Japan” を発表。2021年、作品制作25周年集大成の写真集 ”思想のテーブル” 、2022年にはcosplayシリーズの新作”Cosplay of Nurse"を発表する。

## 主なプロジェクト（project）
- 『Space』1996年～2008年完成。
- 『cosplay（コスプレイ　メイドイン　ジャパン）』2011年より始動。
- 『Hole of human』2014年より始動。
- 写真家としての集大成、25周年記念写真集『思想のテーブル』 2021年6月に出版。
- 2022より新プロジェクト”飛び出すエロ本”の制作を開始する。
- 2024より新プロジェクト”Resin・collage project ”の制作を開始する。

## 主な作品
- 『push me』共著 （高田正治） 廣済堂出版 2004 ISBN 978-4331510513
- 『sweet joshi』コスミック出版 2011 ISBN 978-4774790626
- 『bon bon lolita』コスミック出版 2011 ISBN 978-4774790756
- 『COSPLAY made in Japan』出版共同流通株式会社 2012 ISBN 978-4905156086
- 『Wrap the BooBs』（2016年6月5日、一迅社）
- 『DEMPA MODELS x 100 でんぱ組写真集』（2013年8月8日、Famima.com）
- 『赤xピンク芳賀 優里亜 写真集』（2014年2月22日、KADOKAWA）
- 『赤xピンク水崎 綾 写真集』（2014年2月22日、KADOKAWA）
- 『赤xピンク多田 あさみ 写真集』（2014年2月22日、KADOKAWA）
- 『#コスプレ自画撮り部 フォト・バイブル』（2015年6月6日、CLEARSTONE）
- 『もしもうちの猫がかわいい女の子になったら』（2017年６月５日、一迅社）
- 『原寸大おっぱい図鑑』（2017年8月2日、一迅社）[1]
- 『原寸大おっぱい図鑑 Ecstasy』（2017年12月1日、一迅社）
- 『Wrap the BooBs 2』（2018年5月5日、一迅社）
- 『My Puni 塚本 舞 写真集』（2018年8月18日、CLEARSTONE）
- 『ambiguous 金子 理江 写真集』（2018年９月17日、CLEARSTONE）
- 『気だるげな少女』（2018年10月29日、玄光社）
- 『原寸大おっぱい図鑑 3D』（2019年2月5日、一迅社）
- 『百合写真集』（2019年３月４日、一迅社）
- 『巨乳たちの世界一エッチなハローワーク』（2019年7月17日、一迅社）
- 『大間乃トーコ"少女未遂”写真集』（2019年10月4日、東京ニュース通信社）
- 『巨乳専門ポーズ集』（2020年3月31日、一迅社）
- 『仮面ライダー01 写真集』（2020年10月30日、一迅社）
- 『お尻フェチ 写真集』（2020年11月30日、一迅社）
- 『魔進戦隊キラメイジャー 写真集』（2021年3月22日、一迅社）
- 『思想のテーブル』（2021年6月17日、メタ・ブレーン）
- 『着衣巨乳写真集 3 Time Travel』（2021年9月24日、一迅社）
- 『Cosplay of Nurse』（2022年2月22日、メタ・ブレーン）
- 『むっちむち写真集』（2023年1月5日、一迅社）
- 『暴太郎戦隊ドンブラザース 写真集』（2023年3月5日、一迅社）
- 『王様戦隊キングオージャー写真集』（2024年3月5日、一迅社）
- 『爆上戦隊ブンブンジャー写真集』（2025年3月5日、一迅社）

## 個展・グループ展
- 1990年

「familiar」Z-gallery (New York)
- 1992年

「symmetry」Mariposa-gallery (Tokyo)
「SPIRIT」Gadian Garden gallery (Tokyo)
- 1994年

「silence of organs」Mariposa-gallery (Tokyo)
「BooBs	East-gallery」(Tokyo)
- 1997年

「flowers」tokyo-gas gallery (Tokyo)
- 2008年

「space」saito-gallery (hokkaido)
- 2013年

「Cosplay made in Japan」（Emon photo Gallery Tokyo)
- 2016年

「Hole of Human」（Emon photo Gallery Tokyo)
- 2022年

Icon contemporary photography II 参加
- 2025年

思想のテーブル1990〜2025 (OVERGROUND 福岡）

## 執筆 + 掲載
- 玄光社
  - コマーシャルフォト（1994年8月、1996年11月、2007年8月、2007年12月）
  - コマーシャルフォトシリーズ「新・ポートレートライティング」
  - コマーシャルフォトシリーズ「自家・カラープリントワーク」
  - コマーシャルフォトシリーズ「ヌードフォト・ライティング」
  - コマーシャルフォトシリーズ「B&Wプリント処理の実際」
  - コマーシャルフォトシリーズ「新・ライティングの構成」
- ART BOX
  - 現代日本の写真（NO,4、NO,5）
- アテネ書房
  - Artnet academy（VOL.4）
- 玄光社   『写真とフェチ』（2018年８月）

## Music（CD／レコード・ジャケット撮影・コンサートパンフレット）
- ウルフルズ
- globe
- V6
- KinKi Kids
- 堂本光一
- 堂本剛
- 後藤真希
- サーカス
- 中島みゆき
- とんねるず
- 羽田健太郎
- 明石家さんま＋所ジョージ
- 椎名恵
- SUGIZO
- 羽田健太郎
- 宇徳敬子
- capsule
- 牧山純子
- capsule
- 井上陽介
- Karine Carusi
- 酒井麻生代

## 受賞歴
- 1992 　ガーディアン ガーデン コンペティション　金賞
- 2012  PX3 Prix de la Photographie paris   Third Prize in category Fine Art.

(PX3（フランス・パリ写真賞：Prix de la Photographie）を" creation"という作品で受賞)
- 2012  IPA インターナショナル フォトアワード　”creation" 入賞（アメリカ）

- 2013  PX3 パリフォトアワード " 60 trillion cells" 銅賞 ファインアート部門（フランス）

- 2013  PX3 パリフォトアワード " COSPLAY made in Japan " 銅賞 写真集部門（フランス）

- 2013  IPA インターナショナル フォトアワード " 60 trillion cells " 入賞 ファインアート部門（アメリカ）

- 2013  IPA インターナショナル フォトアワード " 銅賞 " Hair of Human " ファインアート部門（アメリカ）
- 2018  IPA インターナショナル フォトアワード  " Hole of Human" 入賞 ファインアート部門（アメリカ）